# Кушкопала
Кушкопала — деревня в Пинежском районе Архангельской области. Административный центр Кушкопальского сельского поселения.

## География
Находится в 23 километрах от райцентра Карпогоры, на живописном берегу реки Пинега и рядом с устьем реки Юла.

## История
В конце конце XVII—начале XVIII века Кушкопала входила в состав Кеврольского уезда. Затем — Пинежского уезда, Архангельского уезда и Карпогорского района. В 1931 году Ерконемский сельский совет был переименован в Кушкопальский. С 1959 года — в составе Пинежского района. C 2006 года Кушкопала является центром МО «Кушкопальское».

## Население
| 2002 | 2010 | 2012 |
| ---- | ---- | ---- |
| 1085 | ↘803 | ↘765 |

## Инфраструктура
Есть школа и детсад, несколько магазинов, сельская библиотека, клуб, почта, здание сельсовета (сейчас администрация сельского поселения), пилорама. Развита охота и рыболовство (браконьерство, рыболовство запрещёнными методами). Большинство жителей ведёт огородную деятельность, некоторые разводят домашний скот. Нет асфальтовых дорог. Большая часть дорог плохая, с ямами и ухабами. Моста через Пинегу нет, летом действует паром и катер, зимой ледовая переправа. Деревня не газифицирована, дома отапливаются печами на дровах. У лесопункта стоит котельная на дровах, но она отапливает только школу и детсад.

## Карты
- Кушкопала. Публичная кадастровая карта. Дата обращения: 27 марта 2016. Архивировано из оригинала 7 апреля 2016 года.